# Zaton (Dubrovník)
Zaton (italsky Malfi) je vesnice a přímořské letovisko v Chorvatsku v Dubrovnicko-neretvanské župě, spadající pod opčinu města Dubrovník. Nachází se asi 10 km severozápadně od Dubrovníku. V roce 2011 zde žilo celkem 985 obyvatel.
Vesnice je napojena na silnici D8. Sousedními vesnicemi jsou Lozica, Ljubač a Orašac.